# Seeschlacht

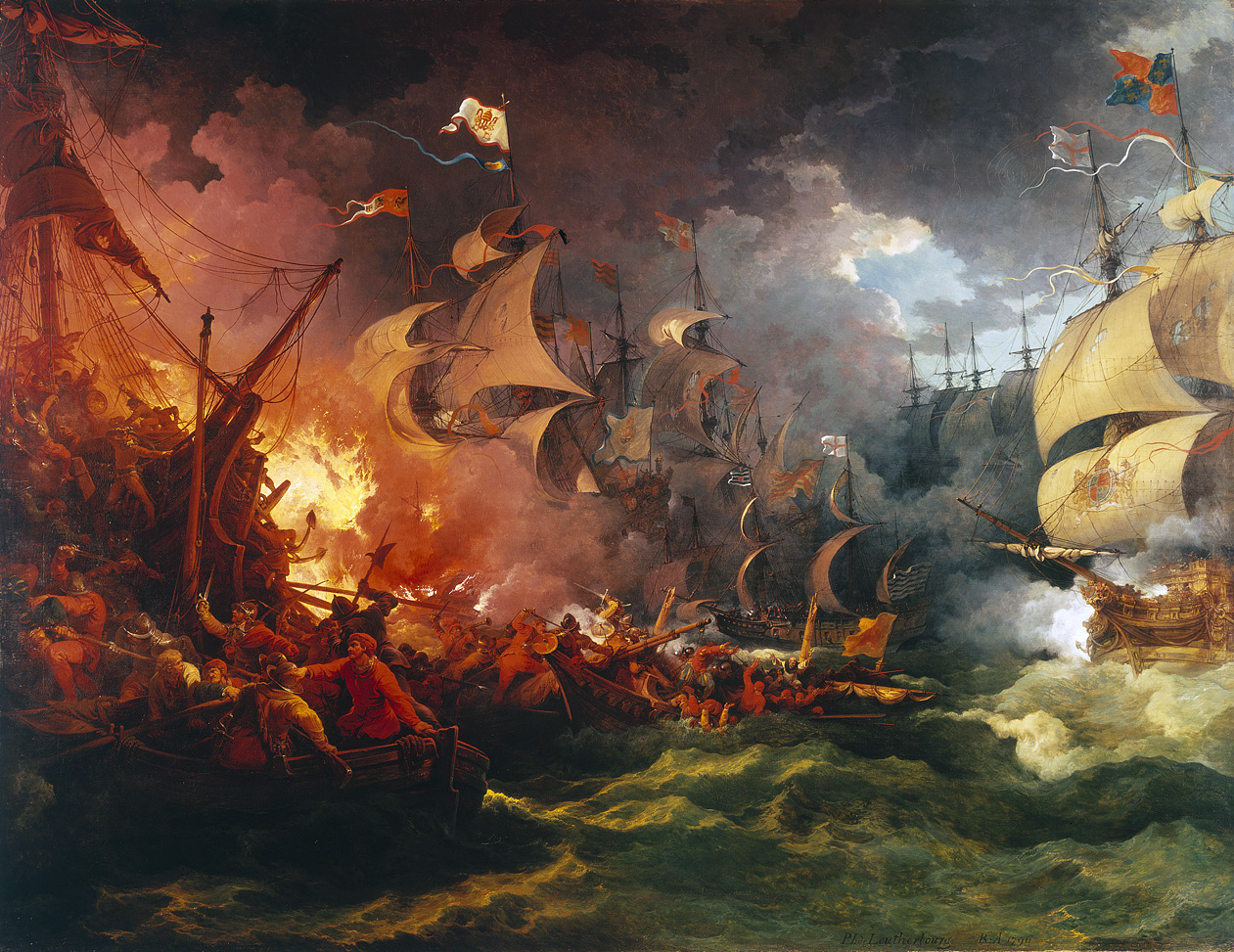
Vernichtung der spanischen Armada in der Seeschlacht von Gravelines 1588

Unter einer Seeschlacht versteht man den Kampf größerer Flotten gegeneinander. Den Kampf einzelner Kriegsschiffe oder kleinerer Schiffsverbände bezeichnet man als Seegefecht. Einen Sonderfall stellen amphibische Operationen dar, bei denen Seestreitkräfte eine Landung unterstützen, die sich gegen Landstreitkräfte richtet.

## Geschichte
Es gibt eine Reihe bedeutender Seeschlachten, die als entscheidende Wendepunkte in die Weltgeschichte eingegangen sind. Als früheste schriftlich bezeugte Seeschlacht gilt die um 1200 v. Chr. vom hethitischen Großkönig Šuppiluliuma II. geschlagene gegen die „Feinde Alašijas“. Als folgenreiche historische Einschnitte besonders bekannt sind beispielsweise die Seeschlacht von Salamis, die Seeschlacht von Actium, die Seeschlacht von Lepanto, die Seeschlacht von Gravelines, die Seeschlacht von Trafalgar oder die Seeschlacht von Tsushima. Vielfach erwiesen sich bei solchen Ereignissen neue Schiffbau- und Seekriegstechniken oder taktische Neuerungen als die maßgeblichen Vorteile, die über Sieg oder Niederlage entschieden.
Aufgrund der modernen Aufklärungs- und Nachrichtentechnik und weitreichender Waffensysteme entspricht das Aufeinandertreffen großer Flottenverbände nicht mehr den heutigen Bedingungen der Kriegführung. Die Voraussetzungen für große Seeschlachten bestehen deshalb nicht mehr.

## Gefechtsarten

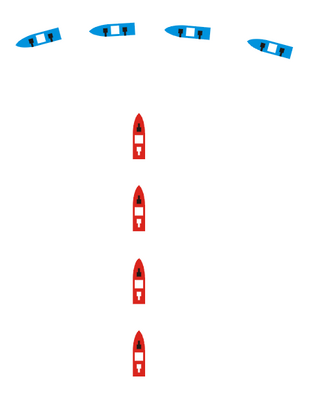
Das Manöver „Crossing the T“, idealisiert fahren sowohl die rote als auch die blaue Flotte in Kiellinie.

Bis in das Mittelalter hinein lag der Schwerpunkt der Seekriegsführung auf der Kaperung bzw. Enterung des gegnerischen Schiffe. Beim Flottenkampf war das Schiffsmêlée üblich, bei dem sich die Formationen auflösten und die Schiffe einander, oft auf engstem Raum, eine Vielzahl von Einzelgefechten lieferten.
In der Antike erleichterten der Einsatz von Enterbrücke und Rammsporn die Entertaktik. Das Rammen eines Schiffs führte nur selten zu dessen Versenkung, doch wurde es dadurch meist manövrierunfähig. Entweder, weil sich das Schiff des Angreifers mit jenem seines Gegners verkeilte, oder weil man, bei Ruderschiffen, deren Riemen „abrasierte“ und damit den Antrieb zerstörte. War das feindliche Schiff erobert, konnte es durch Zerstörung der Beplankung unterhalb der Wasserlinie zum Kentern gebracht werden.
Die Vernichtung eines gegnerischen Schiffs durch Feuer war dagegen riskant, weil damit die Gefahr eines Übergreifens der Flammen auf das eigene Schiff bestand. Aufgrund der hohen Eigengefährdung wurde ebenfalls der Einsatz brennender Katapultgeschosse möglichst vermieden. Der Einsatz des Griechischen Feuers im Schiffskampf blieb ein Monopol Ostroms. Gegen dichte Formationen gegnerischer Schiffsverbände kam es jedoch mitunter zum Einsatz von Brandern bzw. Brandschiffen, sofern das Wetter und günstige Winde es zuließen.
Erst gegen Ende des Mittelalters wurde, mit der Entwicklung der schwarzpulverbasierten Schiffsartillerie, der auf Distanz geführte Feuerkampf allmählich zum Standard der Seekriegsführung. Die Erfindung der Stückpforte, um das Jahr 1500, ermöglichte die Bestückung auch der unteren Schiffsdecks und begünstigte die Entwicklung der Breitseitentaktik. Die Fortschritte im Schiffsbau, wie etwa der Übergang von einmastigen zu mehrmastigen Schiffen, erhöhten die
Manövrierfähigkeit und, mit dem Aufkommen zunehmend größerer Schiffe, deren Vernichtungspotential aufgrund des erhöhten Breitseitengewichts.
Der Steigerung der Feuerkraft, aber der Verhinderung von Einbrüchen gegnerischer Schiffe in die eigene Formation, diente die Anwendung der Lineartaktik. Die im dichten Verband fechtenden Schiffe lieferten sich nun unterschiedliche Arten des Gefechts: Beim Passiergefecht liefen die gegnerischen Schiffe einander in Kiellinie und in entgegengesetzten Richtungen ab. Beim Laufenden Gefecht lagen die Gegner auf Parallelkurs, behielten also eine gemeinsame Richtung bei. Den Versuch, die gegnerische Kiellinie im annähernd rechten Winkel zu durchstoßen und damit zu teilen, nannte man Crossing the T (zu deutsch etwa „den T-Strich ziehen“).
Mit dem Wechsel des Segelantriebs zum Motorantrieb im 19. Jahrhundert und der gleichzeitigen Entwicklung immer weit reichender Schiffsgeschütze änderte sich die Seekriegstaktik abermals. Die Schiffsverbände fochten nun nicht mehr in enger Kiellinie, sondern in aufgelockerten Formationen und auf zunehmende Distanz. Eine weitere Gefahr für geschlossene Schiffsverbände wie für Einzelfahrer bildete der Einsatz von U-Booten, ab dem frühen 20. Jahrhundert. Der Einsatz von Flugzeugträgern und intelligenten Raketengeschossen ermöglichten, ab Mitte des 20. Jahrhunderts, den Kampf jenseits des Horizonts, bei dem kein direkter Sichtkontakt mehr zwischen den gegnerischen Schiffen besteht. In der Konsequenz wurde der Formationskampf nahezu bedeutungslos.

## Beispiele bedeutender Seeschlachten

### Salamis
In der Schlacht von Salamis (23. September 480 v. Chr.) besiegten die Griechen, hier vornehmlich die Athener, unter der Führung des Themistokles die Perser unter Großkönig Xerxes. Das bedeutete das Ende der persischen Expansion nach Westen und die Rettung der griechischen Kultur als Basis der westlichen Zivilisation. Hätten die Perser gesiegt, so hätte der orientalische Einfluss die griechische Kultur möglicherweise verdrängt, was die kulturelle Entwicklung Europas bis heute beeinflusst haben könnte.
Die wichtigste militärische Neuerung war die Technik des Rammens. Durch kluge Taktik lockte Themistokles die Perser so in eine Enge, dass sich ihre Riemen verkeilten und die Schiffe nicht mehr manövrierfähig waren. Dann stießen die griechischen Trieren in die Seiten der persischen Schiffe und versenkten sie durch einen Rammstoß.
Siehe auch: Seekriegstaktik im Altertum

### Mylae
In der Schlacht von Mylae im Jahre 260 v. Chr. besiegten die Römer unter Konsul Gaius Duilius die Karthager unter Hannibal Gisko. Mit diesem Sieg wurde das Ende der karthagischen Seeherrschaft im Mittelmeer eingeleitet, Roms Weg zur Weltmacht war frei.
Vor der Schlacht galten die Karthager als die bei weitem überlegenen Seeleute, während Rom eine reine Landmacht war. Die entscheidende Taktik der Römer bestand darin, ihre gut ausgebildeten Soldaten über eine besondere Vorrichtung, den Corvus, die karthagischen Schiffe entern zu lassen und als überlegene Kämpfer deren Seeleute zu bezwingen. Der Corvus war eine Fallbrücke, die man auf das gegnerische Schiff herabstürzen ließ. Mit einem Dorn bohrte sie sich in dessen Deck, und dann konnten die Soldaten über die Brücke stürmen. Bezeichnenderweise gaben die Römer diese Taktik sehr bald auf, nachdem sie ihre Seemacht gefestigt hatten und ihre Flotte die Seetaktik beherrschte.

### Actium
Die Schlacht bei Actium am 2. September 31 v. Chr. war eine wichtige Seeschlacht am Ende der Römischen Republik, durch die Octavian, der spätere Kaiser Augustus, endgültig die Vorherrschaft im Römischen Reich erlangte. Er besiegte in dieser Schlacht mit Hilfe von Marcus Agrippa seinen Gegenspieler Marcus Antonius und die ägyptische Königin Kleopatra VII.
Im Kampf spielten die unterschiedlichen Schiffstypen der gegnerischen Flotten eine Rolle. Während Antonius’ Schiffe groß, sehr stark bewaffnet und recht schwerfällig waren, verfügte Octavian über wesentlich kleinere und wendigere Fahrzeuge (Liburnen) und war dem Gegner zahlenmäßig überlegen. Durch taktisches Geschick verhinderte sein Flottenführer Agrippa, dass sich die Stärke des Gegners entfalten konnte, und nutzte die eigenen Vorteile seinerseits optimal aus. Zwar gelang es den Ägyptern, Königin Kleopatra und die Kriegskasse durch ein Fluchtmanöver in Sicherheit zu bringen; Antonius verlor aber den Großteil seiner Flotte durch die von Octavian zuletzt noch eingesetzten Brandpfeile.
Der römische Bürgerkrieg war nach der Schlacht bei Actium weitgehend entschieden, Antonius und Kleopatra mussten sich nach Alexandria zurückziehen. In Anlehnung an die von Octavian und Antonius jeweils besonders verehrten Götter wurde die Schlacht propagandistisch als Sieg Apollons über Dionysos dargestellt: Der Sieg Roms über Ägypten galt als Triumph des Westens über den als dekadent empfundenen Osten. Bis zur Verlegung der Reichshauptstadt Rom nach Osten durch Kaiser Konstantin im Jahre 325 prägten die Nachwirkungen dieser Auseinandersetzung Kultur und Politik der römischen Kaiserzeit, die womöglich deutlich anders verlaufen wäre, wenn sich Antonius und mit ihm die östliche, griechischsprachige Reichshälfte im Bürgerkrieg durchgesetzt hätte.

### Lepanto

Schlacht von Lepanto

Die Schlacht von Lepanto war die letzte große Seeschlacht mit geruderten Galeeren. Am 7. Oktober 1571 besiegte die Flotte der Heiligen Liga unter Don Juan de Austria die Flotte des Osmanischen Reichs unter Kilic Ali Pascha. Die Flotte der Heiligen Liga, eines vom Papst initiierten Bündnisses gegen die „Ungläubigen“, bestand zum größeren Teil aus venezianischen, zum kleineren Teil aus spanischen Schiffen unter Beteiligung der Malteserritter. Mit dieser Schlacht wurde die seit dem Fall Konstantinopels 1453 als Bedrohung des Abendlandes empfundene türkische Expansion eingedämmt. Die europäischen Staaten konnten im Mittelmeer wieder Fuß fassen. Die Macht Spaniens, des Reiches, in dem die Sonne nie untergeht, erreichte ihren Zenit.
Die wichtigste militärische Neuerung stellten die sechs venezianischen Galeassen dar, die wesentlich zum Sieg beitrugen. Diese Schiffe waren, anders als die geruderten Galeeren, hochbordige Segelschiffe, die an beiden Seiten über eine große Anzahl schwerer Geschütze verfügten. Ihre Feuerkraft war enorm verglichen mit den Galeeren, die nur wenige Geschütze führen konnten. Auch waren die Galeassen kaum zu entern. Umgekehrt gelang es den Spaniern, ihre überlegene Infanterie in den Enterkämpfen erfolgreich zum Einsatz zu bringen, wo sie – ähnlich der römischen Marineinfanterie bei Mylae – wesentlich zum Sieg beitrug.

### Gravelines
Nur 17 Jahre nach Lepanto, im Jahre 1588, konnte die spanische Armada unter Admiral Medina Sidona, die zuvor als mächtigste Seestreitmacht der Welt galt, in der Seeschlacht von Gravelines im Ärmelkanal ihre Überlegenheit nicht in einen Sieg ummünzen.
Spanien suchte den Erfolg mit den Mitteln, die in Lepanto noch zum Erfolg geführt hatten. Wie Festungen überragten die Galeassen mit ihren Kastellen die viel flacher gebauten britischen Schiffe. Große Geschütze und die im Enterkampf geübte Infanterie sollten den Gegner bezwingen. Die britischen Schiffe waren zwar leichter und niedriger gebaut und waren nur mit leichten Kanonen ausgestattet. Sie segelten jedoch erheblich besser und konnten die Spanier leicht ausmanövrieren. Die britischen Schiffe folgten ihren Kommandeuren Charles Howard, Francis Drake, John Hawkins und Martin Frobisher in jeweils einer Kiellinie und feuerten nacheinander ihre Breitseiten gegen den Feind. Damit war die Idee des Linienschiffs entstanden, das sich durch seine Manövrierfähigkeit und die Feuerkraft seiner Breitseite auszeichnete. Linienschiffe bestimmten bis zur Skagerrakschlacht 1916 den Charakter der großen Seeschlachten.
Anders als oft geschildert, erlitt die spanische Armada gegen die Engländer keine vernichtende Niederlage, sondern wurde lediglich geschwächt. Das Gefecht endete unter Verlusten auf beiden Seiten unentschieden und erst die Umrundung der britischen Inseln führte zu den hohen spanischen Verlusten. Ebenfalls begann mit dieser Schlacht noch nicht der Aufstieg der britischen Seemacht. Die englische Flotte war der niederländischen in den ersten drei Englisch-Niederländischen Seekriegen bis 1674 trotz ihrer einheitlichen Taktik deutlich unterlegen. Erst danach begann der Aufstieg, der zur Überlegenheit gegenüber Frankreich, u. a. im Siebenjährigen Krieg führte und die Entstehung des Britischen Weltreichs (oft „Empire“ genannt) ermöglichte.

### Trafalgar
In der Schlacht von Trafalgar besiegte die britische Royal Navy unter Vizeadmiral Horatio Nelson am 21. Oktober 1805 am Kap Trafalgar eine französisch-spanische Armada unter dem französischen Vizeadmiral Pierre Charles de Villeneuve, die aus dem von den Briten blockierten Hafen von Cádiz ausbrechen sollte, um eine Landung in Süditalien zu unterstützen. Einer der Schlüssel zum Erfolg war der von Nelson sorgfältig vorbereitete, neuartige Schlachtplan, der ein konzentriertes Durchstoßen der feindlichen Schlachtordnung schon zu Beginn des Kampfes vorsah. Die Briten eroberten oder zerstörten auf diese Weise die Mehrzahl der französischen und spanischen Schiffe, darunter die einzigartige Santísima Trinidad, während sie selber kein einziges Kampfschiff verloren. Nelson stützte sich neben dem Überraschungseffekt vor allem auf die zuverlässigere Artillerie seiner Schiffe und die überlegene Nahkampfausbildung seiner Soldaten. Admiral Nelson selbst fiel in der Schlacht durch eine Musketenkugel. Ein verheerender Sturm kurz nach der Schlacht zog viele der schwer beschädigten Kriegsschiffe in Mitleidenschaft und die britischen Prisenbesatzungen mussten einige der 17 erbeuteten Schiffe wieder aufgeben. Der Verlust seiner Flotte vereitelte Napoleons Pläne für eine Invasion der britischen Inseln endgültig und sicherte die englische Vorherrschaft zur See nachhaltig über viele Jahrzehnte. Indirekt trug sie auch zu Napoleons Niederlage auf dem europäischen Festland bei, die sich einige Jahre später abzuzeichnen begann.

### Tsushima
Die Seeschlacht bei Tsushima fand vom 27./28. Mai 1905 in der Koreastraße zwischen der japanischen Flotte unter Admiral Tōgō Heihachirō und einem russischen Geschwader unter dem Kommando von Admiral Sinowi Petrowitsch Roschestwenski statt. Sie endete mit einer vernichtenden Niederlage der russischen Flotte und war vorentscheidend für den Ausgang des Russisch-Japanischen Krieges. Sie gilt als erste moderne Seeschlacht der Weltgeschichte. Admiral Togo ließ unter anderem das Manöver Crossing the T durchführen und zerstörte die russischen Führungsschiffe durch geballte Feuerkraft. Die militärstrategische Analyse der Schlacht trug erheblich zur Entwicklung der so genannten Großkampfschiffe (Dreadnoughts) bei und führte dadurch zu einem neuen Wettrüsten der europäischen Mächte zur See, eine Mitursache für den Ersten Weltkrieg. In Russland kam es bedingt durch die Niederlage zu inneren Umwälzungen (Russische Revolution 1905), die zur Errichtung der Duma führten und das innenpolitische Terrain für die Russische Revolution von 1917 vorbereiteten.

### Skagerrak

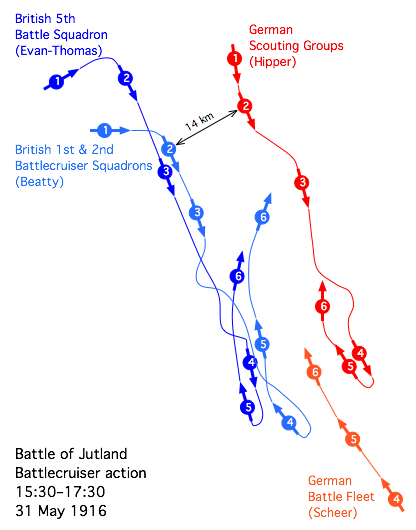
Das Gefecht der Schlachtkreuzer. Rot: deutsche Aufklärungsstreitkräfte unter Franz von Hipper. Orange: deutsche Hauptflotte, die Linienschiffe unter Reinhard Scheer. Blau: englische Schlachtkreuzer unter David Beatty, die versuchen, das Feuer auf die ersten Schiffe der deutschen Hauptflotte zu konzentrieren (Crossing the T)

Die Skagerrakschlacht, im Englischen als Battle of Jutland (= Schlacht von Jütland) bezeichnet, war eine Schlacht zwischen der Grand Fleet der Royal Navy und der Hochseeflotte des Deutschen Kaiserreiches im Zuge des Ersten Weltkrieges. Sie fand vom 31. Mai bis 1. Juni 1916 statt und war die einzige Schlacht zwischen ganzen Flotten von dampfgetriebenen Großkampfschiffen. Auffallend waren die hohen Verluste unter den britischen Schlachtkreuzern, die letztlich zur Aufgabe des Konzepts stark bewaffneter, aber schwach gepanzerter Großkampfschiffe führten. Die Skagerrakschlacht war die letzte Seeschlacht zwischen großen Flotten von Schlachtschiffen, die bei Tage geführt wurde; entsprechende Seegefechte des Zweiten Weltkrieges fanden meist nachts statt, oder es wirkten deutlich weniger Einheiten mit.
Zwar waren aus taktischer Sicht in der Skagerrakschlacht die Verluste der Royal Navy bei größerer Stärke beziehungsweise Tonnage überproportional hoch, allerdings konnte die deutsche Marine daraus auch aufgrund einer fehlenden wesentlichen Schwächung der Royal Navy kein strategisches Kapital schlagen, weshalb die Schlacht insgesamt als Unentschieden gewertet wurde.
Der deutschen Hochseeflotte war es dabei gelungen, mit der Gefechtskehrtwende ein Gegenmittel gegen das bis dato für vernichtend gehaltene „Crossing the T“ umzusetzen. Für den Fortgang des Krieges hatte diese Schlacht keine Bedeutung, die britische Flotte konnte die Seeblockade Deutschlands erfolgreich aufrechterhalten, und an den Landfronten änderte sich nichts. Eine weitere Folge der Skagerrakschlacht war die Fortsetzung des uneingeschränkten U-Boot-Krieges von deutscher Seite, durch den Großbritannien wirtschaftlich in die Knie gezwungen werden sollte, welcher allerdings wesentlich zur Entscheidung des Kriegseintritts der USA auf Seiten der Entente beitrug. Eine von deutscher Seite geplante zweite, entscheidende Schlacht unterblieb, nachdem der Kieler Matrosenaufstand und damit die Novemberrevolution begonnen hatten.

### Midway
In den weiten Seegebieten des Pazifiks, nördlich der Midwayinseln, trafen in der Zeit vom 2. bis 5. Juni 1942 starke japanische und amerikanische Seestreitkräfte zur Schlacht um Midway aufeinander. Die Schlacht bestand aus einer Folge von Luftangriffen durch Trägerflugzeuge beider Seiten. Die Schiffe der Gegner bekamen einander nie in Sicht und haben nicht aufeinander geschossen. Am Ende hatte die japanische Flotte vier Flugzeugträger verloren, die amerikanische einen. Auf japanischer Seite waren 3.500 Mann gefallen, auf amerikanischer 307. Diese Zahlen erscheinen verglichen mit dem Blutzoll anderer Schlachten gering, jedoch war es vor allem der Verlust gut ausgebildeter japanischer Piloten, der im Verein mit dem Verlust der Träger den weiteren Kriegsverlauf wesentlich bestimmen sollte. Midway leitete die Wende im Pazifikkrieg ein und besiegelte das Schicksal des japanischen Großmachtstrebens, das mit Siegen im Russisch-Japanischen Krieg 1904/05 und im Ersten Weltkrieg zuvor sehr erfolgreich gewesen war. Für die Vereinigten Staaten war der Weg frei, sich als die größte Seemacht der Welt zu etablieren, eine Position, die sie nach dem Ende des Kalten Krieges noch weiter ausbauen konnten.
Midway zeigte auch, dass die Zeit der Schlachtschiffe, wie die Linienschiffe seit Anfang des 20. Jahrhunderts genannt wurden, vorbei war. Die japanischen Schlachtschiffe kamen nicht zum Schuss, die USA mussten nach dem Verlust ihrer Schlachtflotte bei Pearl Harbor ohnehin weitgehend ohne Schlachtschiffe auskommen. Ohne Flugzeuge war kein Seekrieg mehr möglich, das Zeitalter der Flugzeugträger hatte begonnen. Dabei dürfen andere technische Neuerungen nicht vergessen werden, die den Verlauf der Seeschlachten des 20. Jahrhunderts beeinflusst haben. Die wichtigsten sind Funktechnik und Radar und die sich aus dieser Technik ergebenden Möglichkeiten der Aufklärung und Führung.